# Rudolf Nafziger
Rudolf Nafziger (11. srpna 1945, Gauting - 13. července 2008, Gauting) byl německý fotbalista, útočník. 

## Fotbalová kariéra
Hrál za FC Bayern Mnichov, švýcarský FC St. Gallen, Hannover 96 a rakouský LASK Linz. V  Poháru vítězů pohárů nastoupil v 18 utkáních a dal 2 góly. S Bayernem vyhrál v roce 1967 Pohár vítězů pohárů. Za západoněmeckou reprezentaci nastoupil v roce 1965 v přátelském utkání s Rakouskem. 

## Ligová bilance
| Ročník                                  | Zápasy | Góly | Klub              |
| --------------------------------------- | ------ | ---- | ----------------- |
| Německá fotbalová Bundesliga 1965/1966  | 32     | 10   | FC Bayern Mnichov |
| Německá fotbalová Bundesliga 1966/1967  | 32     | 0    | FC Bayern Mnichov |
| Německá fotbalová Bundesliga 1967/1968  | 25     | 0    | FC Bayern Mnichov |
| Švýcarská Super League 1968/1969        | 24     | 3    | FC St. Gallen     |
| Švýcarská Super League 1969/1970        | 25     | 6    | FC St. Gallen     |
| Německá fotbalová Bundesliga 1970/1971  | 21     | 0    | Hannover 96       |
| Německá fotbalová Bundesliga 1971/1972  | 6      | 0    | Hannover 96       |
| Rakouská fotbalová Bundesliga 1972/1973 | 30     | 8    | LASK Linz         |
| Rakouská fotbalová Bundesliga 1973/1974 | 29     | 0    | LASK Linz         |
| Rakouská fotbalová Bundesliga 1974/1975 | 25     | 2    | LASK Linz         |
| CELKEM Německá fotbalová Bundesliga     | 152    | 22   |                   |
| CELKEM Švýcarská Super League           | 49     | 9    |                   |
| CELKEM Rakouská fotbalová Bundesliga    | 84     | 10   |                   |